# Feira de Caruaru
A Feira de Caruaru é um importante mercado ao ar livre da cidade brasileira de Caruaru em Pernambuco. Na feira são vendidos produtos das mais variadas naturezas, desde frutas, verduras, cereais, ervas medicinais, carnes, bem como produtos manufaturados como roupas, calçados, bolsas, panelas e outros utensílios para cozinha, móveis, animais, ferragens, miudezas, rádios, artigos eletrônicos e importados.
Considerada uma das maiores feiras ao ar livre do país, a Feira de Caruaru atrai pessoas de todo o Nordeste brasileiro. Ficou famosa ao ser cantada por Luiz Gonzaga, na música de autoria de Onildo Almeida.
A feira foi considerada pelo Instituto do Patrimônio Histórico e Artístico Nacional (IPHAN) como patrimônio imaterial do Brasil.